# Ostia Lido (singolo)
Ostia Lido è un singolo del rapper italiano J-Ax, pubblicato il 17 maggio 2019 come secondo estratto dal sesto album in studio ReAle.

## Descrizione
Il testo, dal carattere ironico, è un inno alla vacanza alternativa, ovvero verso le mete comuni alla portata di tutti, come spiegato dallo stesso rapper:
Nello stesso anno J-Ax ha realizzato una parodia del brano insieme a Le Coliche, intitolata A Ostia vacce te.

## Video musicale
Il videoclip, girato sul litorale romano, è stato pubblicato il 24 maggio 2019 sul canale YouTube del rapper. In esso viene mostrata la differenza tra una noiosa vacanza da VIP a Porto Rico e una divertente giornata al mare con gli amici a Lido di Ostia. Verso la fine del video c'è una scenetta, interpretata da Angelica Massera e Giulia Penna, che cita un'intervista di due ragazze a Ostia nell'estate 2010.

## Tracce
Testi e musiche di Daniele Del Pace, Davide Petrella, Alessandro Aleotti, Alessandro Merli e Fabio Clemente.
1. Ostia Lido – 2:52

## Successo commerciale
Ostia Lido ha ottenuto un buon successo in Italia, conquistando la vetta della Top Singoli e segnando la quinta numero uno per l'artista. Al termine dell'anno è risultato essere il 16º brano più trasmesso dalle radio.

## Classifiche

### Classifiche settimanali
| Classifica (2019) | Posizione massima |
| ----------------- | ----------------- |
| Italia            | 1                 |
| Svizzera          | 79                |

### Classifiche di fine anno
| Classifica (2019) | Posizione |
| ----------------- | --------- |
| Italia            | 11        |